# Radwin
RADWIN — частная компания, основанная в 1997 году и расположенная в Тель-Авиве. Входит в состав группы компаний RAD Group. Radwin разрабатывает и производит оборудование беспроводного широкополосного доступа по схемам «точка-точка» и «множественная точка-точка» в частотных диапазонах ниже 6Ггц.
Компания RADWIN имеет широкую партнерскую сеть и установила более 100 тыс. устройств в более чем 100 странах. Офисы компании расположены по всему миру, включая Россию, Северную Америку, Индию, Азиатско-Тихоокеанский регион и Африку.

## Факты из истории компании
- Коммерческий запуск беспроводной широкополосной сети на основе оборудования Winlink — 2004 г.
- RADWIN получает награду WISP President’s Choice Award — 2004 г.
- Оборудование RADWIN установлено в рамках крупнейшего проекта по организации беспроводного широкополосного доступа в Азии — 2005 г.
- Открыт новый офис в Индии — 2005 г.
- RADWIN получает награду за помощь в ликвидации последствий цунами в Таиланде — 2005 г.
- Системы RADWIN выбраны для подключения городов и деревень вдоль железной дороги в Индии — 2006 г.
- Запуск решения «множественная точка — точка» — 2006 г.
- 50,000 устройств продано в более чем 70 странах — 2007 г.
- RADWIN выпускает внутренний блок IDU-R с возможностью автоматического резервирования выделенных линий — 2007 г.
- Более 100,000 устройств продано в более чем 100 странах — 2008 г.
- Запуск высокопроизводительной продуктовой линейки RADWIN 2000—2008 г.

## Оборудование
Оборудование RADWIN представлено двумя линейками: Winlink 1000 и RADWIN 2000, которые позволяют передавать различные типы трафика, TDM (до 16х E1/T1) и Ethernet, на основе единой платформы. В линейках применяются технологии MIMO и OFDM, охватываемый диапазон частот: 2,4 и 4,8-6,06 ГГц, дальность соединения до 120 км.
Оборудование может применяться для организации беспроводного широкополосного доступа — передачи голоса, данных и видео в частных сетях предприятий, госструктур, коммунальных предприятий, системах безопасности и наблюдения; а также для беспроводных транспортных соединений между узлами связи, Wi-Fi-ретрансляции и DSLAM-ретрансляции в магистральных сетях сотовых операторов и поставщиков телекоммуникационных услуг.